# Ritmo ultradiano
Um ritmo ultradiano é um período recorrente ou um ciclo repetido através de um dia de 24 horas. De forma inverso, ritmos infradianos, como o Ciclo menstrual humano, possuem períodos maiores que um dia. A definição do dicionário inglês de Oxford de "ultradiano" especifica que a definição se refere a um ciclo com período mais breve que um dia, porém maior que uma hora.

## Ciclos ultradianos
O termo descritivo ultradiano é usado na pesquisa sobre sono para fazer referência ao ciclo de 90–120 minutos que demoram as fases do sono durante o sono humano.
Estados ultradianos de humor no distúrbio bipolar podem ocorrer velozmente no ciclo rápido. Esse último é definido como 4 ou mais episódios de mudança de humor em um ano, que as vezes podem ocorrer entre poucas semanas. Um humor ultradiano cíclico é caracterizado por ciclos mais breves que 24 horas.